# Symbolsprache (Palliative Care)
In der Palliativpflege und -medizin bezeichnet Symbolsprache oder terminale Sprache die metaphernreiche Sprache Sterbender, die sich ihres Sterbens bewusst werden und dies ihrem Umfeld in Sprachbildern mitzuteilen versuchen. Menschen an ihrem Lebensende bedienen sich in ihren verbalen Äußerungen nicht selten verschlüsselter Ausdrücke, ungewohnter Symbole und archetypischer Bilder. Es besteht die Gefahr, dies als „Verwirrtheit“ oder als Symptom eines Durchgangssyndroms zu verkennen.
In Grenzsituationen und somit auch während des Sterbens vermag die gewohnte Sprache das innere Erleben oftmals nicht mehr adäquat abzubilden, weswegen auf Bilder und Symbole zurückgegriffen wird. Es bedarf einer dem Sterbenden hingewandten, aufmerksamen Haltung und auch der Bereitschaft, sich Zeit zu nehmen, um diese Symbolsprache richtig interpretieren und entschlüsseln zu können. Häufig sind Metaphern aus den Bereichen Raum und Zeit; Reisen und Reisevorbereitung; Heimat, Haus und Nach-Hause-Kommen. Es sind jedoch auch gänzlich andere Sprachbilder möglich, wodurch eine exakte Interpretation und Zuordnung nicht immer möglich ist. Mitunter kommt es auch vor, dass Sterbende von einem Satz zum nächsten von der Symbol- auf die Sachebene wechseln, was die Kommunikation zusätzlich erschwert.
Im Umgang mit Menschen, die sich der Symbolsprache bedienen, ist anzuraten, nicht auf die Sachebene zu wechseln, sondern auch in den Antworten auf der Symbolebene zu bleiben, also zu „spiegeln“. Der Hinweis, dass diese Äußerungen doch gar keinen Sinn hätten („Sie haben doch gar keine Reise geplant!“, „Sie sind doch schon zu Hause!“ und Ähnliches mehr), führt mitunter dazu, dass die Kommunikation abbricht, sich der Sterbende verschließt, missverstanden und allein gelassen fühlt. Die Chance, Wichtiges zu regeln und letzte Dinge zu besprechen, kann somit leicht vertan werden. Beispielsweise können einfühlsame, empathische Fragen, welche Reise denn geplant sei, wie man helfen könne, wer zu Hause denn erwartet werde, wie viel Zeit noch benötigt werde etc. eine Hilfe zur gelungenen Kommunikation darstellen und Anlass zur weiteren Öffnung des Sterbenden sein.

## Beispiele
- „Die Uhr! Es ist wichtig, dass ich die Uhr immer sehe. Das ist jetzt wichtig, die Zeit einteilen!“
- „Ich muss doch gucken, wann ich dran bin. Weißt du, es geht nicht so schnell, ich steh’ in einer Schlange und muss noch warten.“
- „Ruf am Flughafen an und frag, ob die Startbahn frei ist!“
- „Nur ein Platz im Flugzeug und dann auf und davon!“
- „Ich möchte aussteigen. Wie kann man denn hier aussteigen?“
- „Die Koffer sind gepackt.“
- „Nach Hause? Ich gehe sowieso heim, da kommt es gar nicht mehr so drauf an.“
- „Haben Sie den Schlüssel? Wie kriege ich denn sonst das Tor auf?“
- „Ich möchte dieses Experiment jetzt beenden. Ich möchte, dass dieses Experiment jetzt beendet wird.“